# Danao
Danao (in greco antico: Δαναός?, Danaós) è un personaggio della mitologia greca. Fu un re della Libia e di Argo.
Il suo mito corrisponde alle leggende della fondazione (o rifondazione) della città di Argo che fu una delle principali città della civiltà micenea nel Peloponneso. 

Nell'Iliade inoltre, il nome Danai, così come quello di Achei, designa le forze greche che nella guerra di Troia erano opposte ai Troiani.

## Genealogia
Figlio di Belo e di Anchinoe, sposò Polisso e Pieria ed ebbe le amanti (o concubine) Elefantis, Europa (una regina od una figlia di Nilo), le amadriadi Atlantia e Febe, Menfi, Erse, Crino, Melia ed infine una donna senza nome e proveniente dall'Etiopia.
Da queste donne (o da alcune di loro) Danao divenne padre di cinquanta figlie, dette le Danaidi.

## Mitologia
Fratello di Egitto, ebbe dal padre il regno di Libia mentre ad Egitto spettò l'Arabia ma i due litigarono e Danao, temendo i figli del fratello (detti Egittidi), seguì il consiglio di Atena di costruire una nave e di fuggire con le sue figlie, cosa che fece approdando a Rodi per poi stabilrsi a Lindo, luogo dove dedicò una statua ad Atena. Tre delle sue figlie morirono durante la permanenza a Rodi mentre le altre lo seguirono quando si spostò ad Argo.
Ad Argo vinse il re Pelasgo (noto anche come Gelanore), gli successe al trono e chiamò gli abitanti come sé stesso (Danai).
Danao temeva ancora gli Egittidi ma quando loro giunsero ad Argo per chiedere le sue figlie in spose e per cessare l'inimicizia, sulle prime acconsentì ma dopo aver indetto una festa, diede alle sue figlie dei pugnali per uccidere gli Egittidi durante la notte successiva. Tutte obbedirono eccetto Ipermnestra che, scelta da Linceo per quella notte, lo salvò perché aveva rispettato la sua verginità. 

Danao sulle prime mise Ipermnestra in carcere ma in seguito, dopo che le altre sorelle furono purificate dagli omicidi, la unì in matrimonio con Linceo e fece sposare le altre ai vincitori di una gara atletica.
Ad Argo dedicò un tempio ad Apollo.

### Danao, l'acqua ed i pozzi
Apollodoro racconta che, una volta giunto ad Argo, Danao scoprì che il paese era senz'acqua, poiché "Poseidone aveva prosciugato persino le sorgenti per la rabbia di Inaco, che aveva testimoniato che la terra apparteneva ad Hera", e che mandò le sue figlie ad attingere acqua.
Secondo Plinio il Vecchio, Danao potrebbe aver introdotto in Grecia l'utilizzo dei pozzi per attingere l'acqua dal sottosuolo (già diffusi in Egitto ed in altri paesi molto tempo prima). Plinio osserva anche che il termine dipsion (sete), che doveva essere stato applicato al distretto di Argo prima dell'arrivo di Danao, poteva dimostrare che gli abitanti non conoscessero alcun mezzo per rifornirsi di acqua nonostante la zona fosse ben fornita di acqua.

## Letteratura
Le vicende di Danao e Egitto sono state rappresentate da Eschilo in una sua tragedia: Le supplici.
Nell'Iliade di Omero gli Achei vengono chiamati anche Δαναοί (della tribù di Danao). Anche nell'Eneide (II, 49) di Publio Virgilio Marone i Greci tutti vengono chiamati così, come nella famosa frase: Timeo Danaos et dona ferentes ("temo i Greci anche quando portano doni").